# Lista de singles número um na Promusicae em 2011

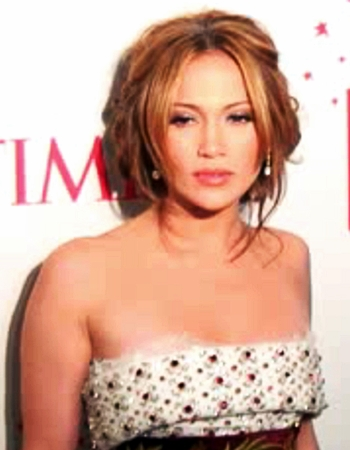
A canção "On the Floor", de Jennifer Lopez com participação de Pitbull, permaneceu por quinze semanas consecutivas na primeira posição, tornando-se o primeiro single da cantora a liderar a tabela.

Este anexo lista os singles que alcançaram o número um na Espanha em 2011. Todos os rankings são pesquisados e publicados pela organização Productores de Música de España (Promusicae), baseados em cada venda semanal física e digital, além da popularidade da canção nas rádios. Em 2011, doze foram os singles que atingiram o topo da tabela nas suas 53 publicações.
Em 2011, nove artistas conseguiram posicionar um single número um na Espanha pela primeira vez. Eles são: Jennifer Lopez, Michel Teló, Pablo Alborán, The Black Eyed Peas, Carminho, Don Omar, Juan Magán, Crossfire, Marc Anthony e Lucenzo. Pitbull foi o artista com mais semanas não-consecutivas no topo da tabela, somando um total de vinte e oito, com quatro singles na primeira posição, incluindo três em que foi creditado como artista convidado.
"Loca" foi a canção que abriu o ano, pertencente a Shakira, cantora que liderou outra vez com "Rabiosa". No total, Shakira ocupou o primeiro posto da tabela por oito semanas não-consecutivas. "On the Floor", de Jennifer Lopez com participação de Pitbull, foi a canção com mais semanas na liderança, com quinze consecutivas. Outros singles com um número alargado de semanas no topo foram "Danza Kuduro", que permaneceu por nove semanas na posição, "Ai Se Eu Te Pego" de Michel Teló por seis semanas consecutivas, "Rabiosa" e "Rain Over Me",esta última de Pitbull com participação de Marc Anthony, por cinco semanas consecutivas.
Outros destaques de 2011 nas publicações da Promusicae incluem Michel Teló, que com "Ai Se Eu Te Pego", tornou-se o primeiro artista brasileiro da história a conseguir alcançar a liderança da tabela, sendo também o primeiro com uma música em língua portuguesa. Shakira, com as canções "Rabiosa" e "Loca", registrou o recorde da artista com mais canções na primeira posição, em um total de dezessete. "On the Floor" se tornou a quarta canção com mais semanas na primeira posição.

## Histórico

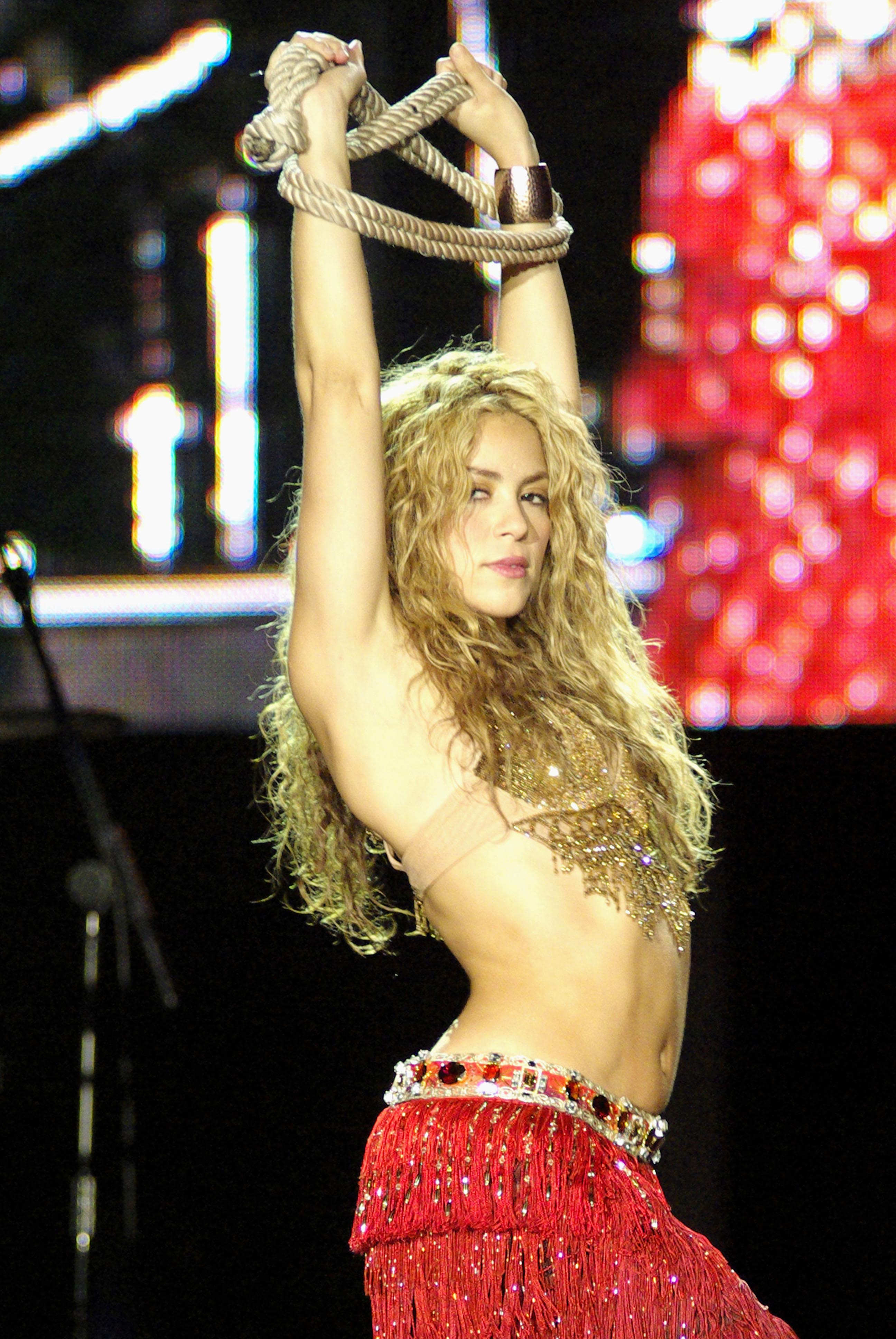
A cantora Shakira aumentou o seu número de singles no primeiro posto da tabela para dezassete com as canções "Loca" e "Rabiosa", o que faz dela a artista com mais números uns na Espanha.

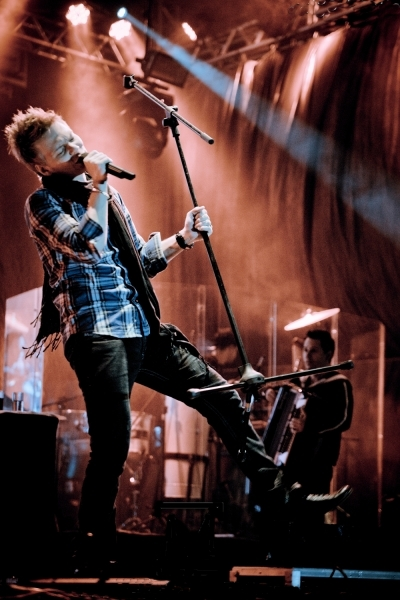
O cantor pop sertanejo brasileiro Michel Teló alcançou o topo da tabela pela primeira vez com o single Ai Se Eu Te Pego, marcando assim a primeira vez que artista dessa nacionalidade consegue esse feito.

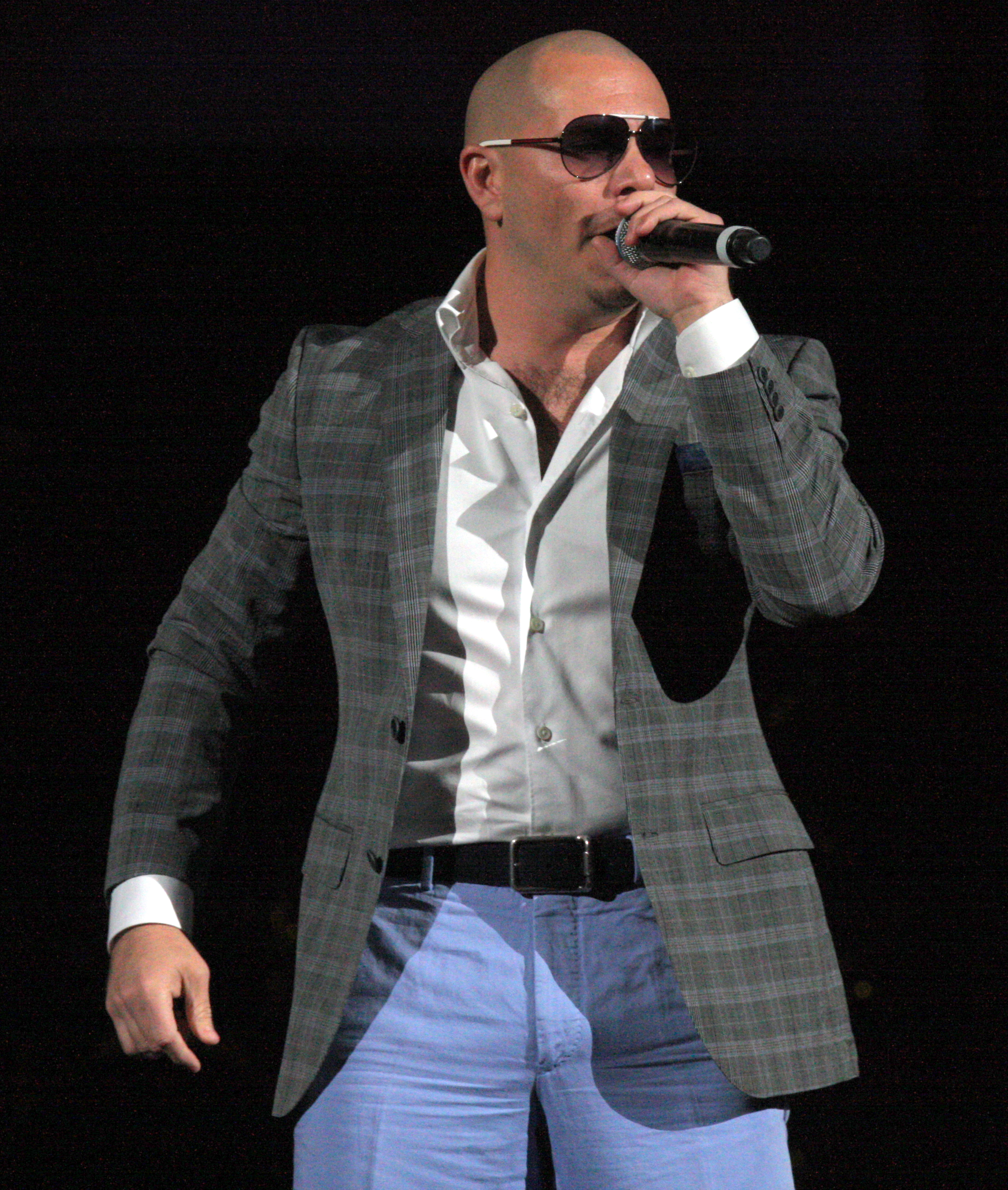
O rapper norte-americano Pitbull posicionou quatro singles na primeira posição da tabela em 2011, incluindo três em que foi creditado como artista convidado, sendo o artista que por mais semanas ocupou o topo da tabela.

| Semana | Data de admissão | Single                 | Artista                                    | Referência(s) |
| ------ | ---------------- | ---------------------- | ------------------------------------------ | ------------- |
| 1      | 3 de janeiro     | "Loca"                 | Shakira com participação de Pitbull        | [ 3 ]         |
| 2      | 10 de janeiro    | "Loca"                 | Shakira com participação de Pitbull        | [ 4 ]         |
| 3      | 24 de janeiro    | "Loca"                 | Shakira com participação de Pitbull        | [ 5 ]         |
| 4      | 31 de janeiro    | "The Time (Dirty Bit)" | Black Eyed Peas                            | [ 6 ]         |
| 5      | 7 de fevereiro   | "The Time (Dirty Bit)" | Black Eyed Peas                            | [ 7 ]         |
| 6      | 14 de fevereiro  | "Born This Way"        | Lady Gaga                                  | [ 8 ]         |
| 7      | 21 de fevereiro  | "Born This Way"        | Lady Gaga                                  | [ 9 ]         |
| 8      | 28 de fevereiro  | "Solamente Tú"         | Pablo Alborán                              | [ 10 ]        |
| 9      | 6 de março       | "Solamente Tú"         | Pablo Alborán                              | [ 11 ]        |
| 10     | 7 de março       | "On the Floor"         | Jennifer Lopez com Pitbull                 | [ 12 ]        |
| 11     | 14 de março      | "On the Floor"         | Jennifer Lopez com Pitbull                 | [ 13 ]        |
| 12     | 21 de março      | "On the Floor"         | Jennifer Lopez com Pitbull                 | [ 14 ]        |
| 13     | 29 de março      | "On the Floor"         | Jennifer Lopez com Pitbull                 | [ 15 ]        |
| 14     | 5 de abril       | "On the Floor"         | Jennifer Lopez com Pitbull                 | [ 16 ]        |
| 15     | 12 de abril      | "On the Floor"         | Jennifer Lopez com Pitbull                 | [ 17 ]        |
| 16     | 19 de abril      | "On the Floor"         | Jennifer Lopez com Pitbull                 | [ 18 ]        |
| 17     | 26 de abril      | "On the Floor"         | Jennifer Lopez com Pitbull                 | [ 19 ]        |
| 18     | 2 de maio        | "On the Floor"         | Jennifer Lopez com Pitbull                 | [ 20 ]        |
| 19     | 9 de maio        | "On the Floor"         | Jennifer Lopez com Pitbull                 | [ 21 ]        |
| 20     | 16 de maio       | "On the Floor"         | Jennifer Lopez com Pitbull                 | [ 22 ]        |
| 21     | 23 de maio       | "On the Floor"         | Jennifer Lopez com Pitbull                 | [ 23 ]        |
| 22     | 30 de maio       | "On the Floor"         | Jennifer Lopez com Pitbull                 | [ 24 ]        |
| 23     | 6 de junho       | "On the Floor"         | Jennifer Lopez com Pitbull                 | [ 25 ]        |
| 24     | 13 de junho      | "On the Floor"         | Jennifer Lopez com Pitbull                 | [ 26 ]        |
| 25     | 20 de junho      | "Rabiosa"              | Shakira com Pitbull                        | [ 27 ]        |
| 26     | 27 de julho      | "Rabiosa"              | Shakira com Pitbull                        | [ 28 ]        |
| 27     | 3 de julho       | "Rabiosa"              | Shakira com Pitbull                        | [ 29 ]        |
| 28     | 10 de julho      | "Rabiosa"              | Shakira com Pitbull                        | [ 30 ]        |
| 29     | 17 de julho      | "Rabiosa"              | Shakira com Pitbull                        | [ 31 ]        |
| 30     | 24 de julho      | "Danza Kuduro"         | Don Omar com participação de Lucenzo       | [ 32 ]        |
| 31     | 1 de agosto      | "Danza Kuduro"         | Don Omar com participação de Lucenzo       | [ 33 ]        |
| 32     | 8 de agosto      | "Danza Kuduro"         | Don Omar com participação de Lucenzo       | [ 34 ]        |
| 33     | 15 de agosto     | "Danza Kuduro"         | Don Omar com participação de Lucenzo       | [ 35 ]        |
| 34     | 22 de agosto     | "Danza Kuduro"         | Don Omar com participação de Lucenzo       | [ 36 ]        |
| 35     | 29 de agosto     | "Danza Kuduro"         | Don Omar com participação de Lucenzo       | [ 37 ]        |
| 36     | 6 de setembro    | "Danza Kuduro"         | Don Omar com participação de Lucenzo       | [ 38 ]        |
| 37     | 13 de setembro   | "Danza Kuduro"         | Don Omar com participação de Lucenzo       | [ 39 ]        |
| 38     | 20 de setembro   | "Danza Kuduro"         | Don Omar com participação de Lucenzo       | [ 40 ]        |
| 39     | 27 de setembro   | "Rain Over Me"         | Pitbull com participação de Marc Anthony   | [ 41 ]        |
| 40     | 3 de outubro     | "Rain Over Me"         | Pitbull com participação de Marc Anthony   | [ 42 ]        |
| 41     | 10 de outubro    | "Bailando por Ahí"     | Juan Magán com participação de Crossfire   | [ 43 ]        |
| 42     | 17 de outubro    | "Rain Over Me"         | Pitbull com participação de Marc Anthony   | [ 44 ]        |
| 43     | 30 de outubro    | "Rain Over Me"         | Pitbull com participação de Marc Anthony   | [ 45 ]        |
| 44     | 6 de novembro    | "Rain Over Me"         | Pitbull com participação de Marc Anthony   | [ 46 ]        |
| 45     | 13 de novembro   | "Perdóname"            | Pablo Alborán com participação de Carminho | [ 47 ]        |
| 46     | 20 de novembro   | "Perdóname"            | Pablo Alborán com participação de Carminho | [ 48 ]        |
| 47     | 27 de novembro   | "Ai Se Eu Te Pego"     | Michel Teló                                | [ 49 ]        |
| 48     | 4 de dezembro    | "Ai Se Eu Te Pego"     | Michel Teló                                | [ 50 ]        |
| 49     | 11 de dezembro   | "Ai Se Eu Te Pego"     | Michel Teló                                | [ 51 ]        |
| 50     | 18 de dezembro   | "Ai Se Eu Te Pego"     | Michel Teló                                | [ 52 ]        |
| 51     | 25 de dezembro   | "Ai Se Eu Te Pego"     | Michel Teló                                | [ 53 ]        |
| 52     | 28 de dezembro   | "Ai Se Eu Te Pego"     | Michel Teló                                | [ 54 ]        |